# 8e cérémonie des Magritte du cinéma
La 8e cérémonie des Magritte du cinéma, organisée par l'Académie André Delvaux, s'est déroulée le 3 février 2018 au Square de Bruxelles et a récompensé les films sortis entre le 16 octobre 2016 et le 15 octobre 2017.
Présidée par Natacha Régnier, elle a été présentée par Fabrizio Rongione. Alors que les sept précédentes éditions étaient diffusées sur BeTV, la huitième cérémonie est diffusée en direct sur La Deux.
Les nominations sont annoncées le 11 janvier 2018.
Pour la première fois dans l'histoire des Magritte, le palmarès a reflété une égalité parfaite entre les femmes et les hommes.

## Présentateurs et intervenants
Par ordre d'apparition.
- Fabrizio Rongione, maître de cérémonie
- Natacha Régnier, présidente de la cérémonie

- Salomé Richard et Kacey Mottet Klein, pour la remise du Magritte du meilleur espoir féminin et du Magritte du meilleur espoir masculin
- Alex Vizorek, pour la remise du Magritte du meilleur scénario original ou adaptation
- Garance Marillier, pour la remise du Magritte du meilleur premier film
- Lina El Arabi et Sébastien Houbani, pour la remise du Magritte du meilleur montage et du Magritte de la meilleure image
- Charles Kaisin, pour la remise du Magritte des meilleurs décors et du Magritte des meilleurs costumes
- Mourade Zeguendi, pour la remise du Magritte du meilleur court métrage de fiction et du Magritte du meilleur court-métrage d'animation
- Alison Wheeler, pour la remise du Magritte de la meilleure musique originale et du Magritte du meilleur son
- Charlie Herscovici (président de la Fondation Magritte) et Hugues Dayez, pour la remise du Magritte d'honneur
- Nawell Madani, pour la remise du Magritte du meilleur acteur dans un second rôle
- Yoann Blanc, Émilie Dequenne et Cathy Immelen, dans une capsule vidéo intitulée « Press junket »
- Patrick Ridremont, pour la remise du Magritte de la meilleure actrice dans un second rôle
- Abderrahmane Sissako, pour la remise du Magritte du meilleur réalisateur
- Puggy, pour l'interprétation de « Where you belong »
- Wim Willaert, pour la remise du Magritte du meilleur film flamand
- Ingrid Heiderscheidt, pour la remise du Magritte du meilleur documentaire
- Zita Hanrot, pour la remise du Magritte du meilleur film étranger en coproduction
- Anne Coesens, pour la remise du Magritte du meilleur acteur
- Reda Kateb, pour la remise du Magritte de la meilleure actrice
- Natacha Régnier, pour la remise du Magritte du meilleur film

## Palmarès

### Meilleur film
- InSyriated de Philippe Van Leeuw
  - Chez nous de Lucas Belvaux
  - Dode hoek de Nabil Ben Yadir
  - Noces de Stephan Streker
  - Paris pieds nus de Dominique Abel et Fiona Gordon

### Meilleur réalisateur
- InSyriated : Philippe Van Leeuw
  - Chez nous : Lucas Belvaux
  - Dode hoek : Nabil Ben Yadir
  - Noces : Stephan Streker

### Meilleur film flamand
- Home de Fien Troch
  - Cargo de Gilles Coulier
  - King of the Belgians de Peter Brosens et Jessica Woodworth
  - Le Fidèle de Michaël R. Roskam

### Meilleur film étranger en coproduction
- Grave de Julia Ducournau
  - Baccalauréat de Cristian Mungiu
  - Faute d'amour d'Andreï Zviaguintsev
  - I, Daniel Blake de Ken Loach

### Meilleur scénario original ou adaptation
- InSyriated : Philippe Van Leeuw
  - Chez nous : Lucas Belvaux
  - King of the Belgians : Peter Brosens et Jessica Woodworth
  - Noces : Stephan Streker

### Meilleure actrice
- Chez nous : Émilie Dequenne
  - King of the Belgians : Lucie Debay
  - Ôtez-moi d'un doute : Cécile de France
  - Paris pieds nus : Fiona Gordon

### Meilleur acteur
- King of the Belgians : Peter Van Den Begin
  - L'Amant double : Jérémie Renier
  - Le Fidèle : Matthias Schoenaerts
  - Ôtez-moi d'un doute : François Damiens

### Meilleure actrice dans un second rôle
- Noces : Aurora Marion
  - La Confession : Lucie Debay
  - La Fille de Brest : Isabelle de Hertogh
  - Une vie : Yolande Moreau

### Meilleur acteur dans un second rôle
- Le Fidèle : Jean-Benoît Ugeux
  - Chez nous : Patrick Descamps
  - Dode hoek : David Murgia
  - Faut pas lui dire : Laurent Capelluto

### Meilleur espoir féminin
- Mon ange : Maya Dory
  - Even Lovers Get The Blues : Adriana de Fonseca
  - Happy End : Fantine Harduin
  - Home : Lena Suijkerbuijk

### Meilleur espoir masculin
- Dode hoek : Soufiane Chilah
  - Home : Mistral Guidotti
  - Le Passé devant nous : Arieh Worthalter
  - Sonar : Baptiste Sornin

### Meilleure image
- InSyriated : Virginie Surdej
  - Grave : Ruben Impens
  - Mon Ange : Juliette Van Dormael

### Meilleur son
- InSyriated : Paul Heymans et Alek Gosse
  - Noces : Olivier Ronval, Michel Schillings
  - Sonar : Félix Blume, Benoît Biral et Frédéric Meert

### Meilleurs décors
- Grave : Laurie Colson
  - Mon Ange : Luc Noël
  - Noces : Catherine Cosme

### Meilleurs costumes
- Noces : Sophie Van Den Keybus
  - Grave : Élise Ancion
  - King of the Belgians : Claudine Tychon

### Meilleure musique originale
- InSyriated : Jean-Luc Fafchamps
  - Chez nous : Frédéric Vercheval
  - Le Fidèle : Raf Keunen

### Meilleur montage
- Paris pieds nus : Sandrine Deegen
  - Chez nous : Ludo Troch
  - Home : Nico Leunen
  - Le Fidèle : Alain Dessauvage
  - Noces : Jérôme Guiot

### Meilleur court-métrage de fiction
- Avec Thelma d'Ann Sirot et Raphaël Balboni
  - Kapitalistis de Pablo Muñoz Gomez
  - Le Film de l'été d'Emmanuel Marre
  - Les Petites Mains de Rémi Allier

### Meilleur court-métrage d'animation
- Le Lion et le Singe de Benoît Feroumont
  - 69 sec de Laura Nicolas
  - La Licorne de Rémi Durin
  - Le Vent dans les roseaux de Nicolas Liguori et Arnaud Demuynck

### Meilleur long métrage documentaire
- Burning out de Jérôme le Maire
  - Enfants du Hasard de Thierry Michel et Pascal Colson
  - La Belge Histoire du festival de Cannes de Henri de Gerlache
  - Rester vivants de Pauline Beugnies

### Premier film
- Faut pas lui dire de Solange Cicurel
  - Even Lovers Get The Blues de Laurent Micheli
  - Je suis resté dans les bois de Michaël Bier, Erika Sainte et Vincent Solheid
  - Sonar de Jean-Philippe Martin
  - Spit'n'Split de Jérôme Vandewattyne

### Magritte d'honneur
- Sandrine Bonnaire

## Statistiques

### Nominations multiples
8 : Noces
7 : Chez nous
6 : InSyriated
5 : King of the Belgians - Le Fidèle
4 : Dode hoek - Grave - Home
3 : Mon ange - Paris pieds nus - Sonar
2 : Even Lovers Get The Blues - Faut pas lui dire - Ôtez-moi d'un doute

### Récompenses multiples
6 : InSyriated
2 :  Grave - Noces